# Földeák Árpád
Földeák Árpád Walter József (1948-ig Khloyber Walter lovag) (Szob, 1917. július 8. – Budapest, 2004. július 13.) magyar mérnök, sakkfeladvány szerkesztő.

## Életpályája
Szülei: Khloyber Walter Árpád Károly és Fridrich Gabriella voltak. 1935–1940 között a Műegyetemen tanult. 1940–1949 között a Műegyetem II. sz. hídépítéstani tanszékén tanársegéd, 1949–1954 között adjunktus volt. 1947–1949 között részt vett a szegedi közúti Tisza-híd tervezésében. 1954–1986 között a Főmterv ellenőrző mérnöke, a Budapesti Műszaki Egyetem és a Honvédség meghívott előadója volt. 1987-ben nyugdíjba vonult.

### Sakkozói pályafutása
1932-től sakkozott, sakklapok munkatársa volt. 1941–1946 között a Zászlónk sakkrovatának vezetője volt. 1964-től nemzetközi sakkfeladványbíró volt. 1976-tól a Pajtás sakkrovatát vezette.
A Magyar Sakktörténet I. kötetének szaklektora és munkatársa volt. A Magyar Sakkélet Szerkesztő Bizottságának, a Sakkszerzemény Bizottságnak tagja volt, és vezetője volt a Budapesti Sakk Szövetség Feladvány Bizottságának.

## Művei
- Hundert preisgekrönte Schachpartien (1953)
- Tizenkét sakkolimpia (1958)
- Korszerű méretezés (társszerző, 1963)
- Chess Olympiads (1963)
- A sakkozás kincseskönyve (1967)
- Schacholympiaden (1969)
- Négy aranyérmes sakkmester (1970)
- Maróczy – sein Leben und seine Lehren (1971)
- Ein Viertel Jahrhundert Turmendspiele (1976)
- Magyar sakktörténet III. (1990)
- Kornel Havasi and Dr Geza Nagy (1996)
- Endre Steiner and Dr Arpad Vajda (1996)
- Lajos Steiner (1997)
- Dr Lajos Asztalos (1998)
- Leo Forgacs (1999)

## Díjai
- Ezüstgerely díj (1970, 1977, 1990)[3]